# 1888 în literatură
- 1887 în literatură — 1888 în literatură — 1889 în literatură

Anul 1888 în literatură a implicat o serie de evenimente și cărți noi semnificative.

## Cărți noi
- Grant Allen - The Devil's Die
  - The White Man's Foot
- Edward Bellamy - Looking Backward
- Rolf Boldrewood - Robbery Under Arms
- Mary Elizabeth Braddon - The Fatal Three
- James De Mille - A Strange Manuscript Found in a Copper Cylinder
- H. Rider Haggard - Maiwa's Revenge
- Henry James - The Aspern Papers
  - Princess Casamassima
- Rudyard Kipling
  - The Man Who Would Be King
  - Plain Tales from the Hills
- George MacDonald - The Elect Lady
- Herman Melville - John Marr and Other Sailors
- Octave Mirbeau, L'Abbé Jules
- George A. Moore
  - Spring Days--A Prelude to Don Juan
- Shardha Ram Phillauri - Bhagyawati
- Raul Pompéia - O Ateneu
- José Maria de Eça de Queiroz - Os Maias
- Henryk Sienkiewicz - Pan Wołodyjowski
- Robert Louis Stevenson - The Black Arrow
- Jules Verne - Familia fără nume (Famille-sans-nom)
  - Doi ani de vacanță
- Lew Wallace - The Boyhood of Christ
- Mary Augusta Ward - Robert Elsmere